# Kiríl·l Kondraixin
Kiríl·l Petróvitx Kondraixin (en rus: Кири́лл Петро́вич Кондра́шин; Moscou, Rússia, 6 de març [OS 21 de febrer] de 1914 - Amsterdam, Països Baixos, 7 de març de 1981) va ser un director d'orquestra soviètic i rus. Fou anomenat Artista del Poble de l'URSS el 1972.

## Joventut
Kondraixin va néixer en el si d'una família de músics. Després d'haver passat moltes hores als assajos, a 14 anys va prendre la decisió ferma de convertir-se en director. Va estudiar al Conservatori de Moscou de 1931 a 1936 amb el director Boris Khaikin. Kondraixin va començar a dirigir al Teatre Juvenil de Moscou el 1931, continuant al Teatre Acadèmic de Música Stanislavski i Nemirovitx-Dantxenko de Moscou tres anys més tard. Va dirigir al Teatre d'Òpera Mali de Leningrad (Sant Petersburg) de 1938 a 1942 i al Teatre Bolxoi de Moscou a partir de 1943. La seva interpretació de la Simfonia núm. 1 de Xostakóvitx va cridar l'atenció del compositor i va provocar la formació d'una ferma amistat. El 1947 va rebre el Premi Estatal de l'URSS.

## Carrera principal
En el primer Concurs Internacional Txaikovski, l'any 1958, Kondraixin va ser el director del pianista nord-americà Van Cliburn, que va guanyar el primer premi. Després de la competició, va fer una gira pels Estats Units amb Cliburn, sent el primer director d'orquestra soviètic a visitar Amèrica des del començament de la Guerra Freda. Van interpretar i gravar el Concert per a piano núm. 3 de Rakhmàninov i el Concert per a piano núm. 1 de Txaikovski, que havien interpretat al concurs. Milions d'enregistraments es van vendre a Amèrica. I el seu enregistrament de Txaikovski per a RCA Victor va ser el primer LP clàssic que va vendre un milió de còpies. Més tard, el 1972, una versió del Concert per a piano núm. 2 de Brahms va reunir Cliburn i Kondraixin amb la Filharmònica de Moscou a la capital russa; RCA Victor finalment va llançar l'actuació gravada el 1994, juntament amb una gravació d'estudi de la Rapsòdia sobre un tema de Paganini de Rakhmàninov, en disc compacte. Kondraixin també va ser el director artístic de l'Orquestra Filharmònica de Moscou des de 1960 fins a 1975. Durant aquest període va dirigir l'estrena de la Simfonia núm. 4 de Xostakóvitx el desembre de 1961 i de la Simfonia núm. 13 l'any següent. Va dirigir diverses actuacions a Europa i Amèrica amb altres músics russos famosos com Rostropóvitx, Óistrakh i Richter.

## Exili a Europa Occidental
Kondraixin va desertar de la Unió Soviètica el desembre de 1978 mentre feia una gira als Països Baixos i va demanar asil polític allà, amb la qual cosa el règim soviètic va prohibir immediatament totes les seves gravacions anteriors, i va ser així fins a la mort del director. També va establir una breu però fructífera col·laboració amb l'Orquestra Filharmònica de Viena.

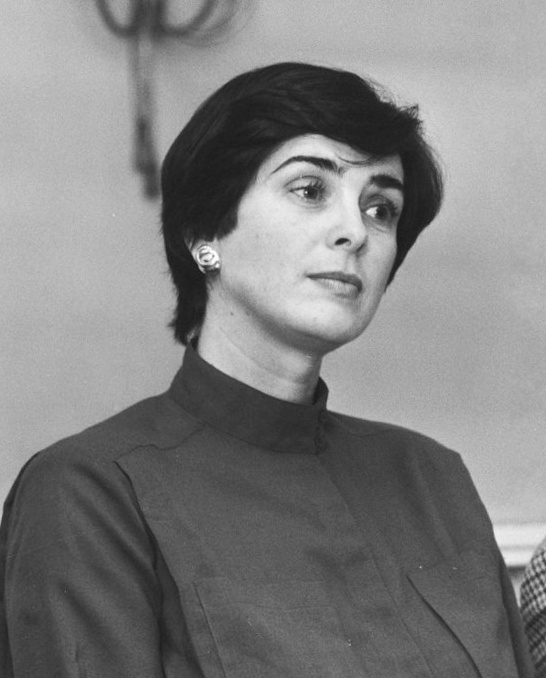
Nolda Broekstra l'any 1983

Als Països Baixos, es va casar amb la seva ajudant i intèrpret, la musicòloga Nolda Broekstra (nascuda el 1944). Quan es van conèixer al voltant de 1975, Broekstra tenia 30 anys i no parlava rus. Tots dos estaven casats i no dominaven l'anglès, l'idioma que parlaven entre ells. No obstant això, es van enamorar, van intentar estar junts quan van poder i van intercanviar cartes. Broekstra va començar a estudiar rus i anglès amb diligència i ràpidament va dominar ambdues llengües. La seva vida familiar als Països Baixos va ser curta, ja que Kondraixin va morir a Amsterdam d'un atac de cor a principis de 1981, el mateix dia que va dirigir la Primera Simfonia de Mahler amb l'Orquestra Simfònica de la Ràdio d'Alemanya del Nord. Philips Records va emetre enregistraments d'alguns dels concerts en directe de Kondraixin amb l'Orquestra Reial del Concertgebouw en LP i CD, incloses actuacions enèrgiques de simfonies de Xostakóvitx. A l'enregistrament de la sisena simfonia de Xostakóvitx es pot escoltar Kondraixin tocant o fins i tot colpejant el peu mentre dirigeix l'animat moviment final. El 1971, va demostrar el seu suport a la controvertida figura comunista nord-americana Angela Davis.

## Premis i honors
- Premi Estatal de l'URSS primera classe (1948) - per la direcció de l'òpera "Evil Force" AN Serov Bolshoi
- Premi Estatal de l'URSS, segona classe (1949) - per la direcció de l'òpera Prodaná nevěsta (La núvia venuda) de Smetana
- Artista honorat de la RSFSR (1951)
- Premis Grammy (1960)
- Artista popular de la RSFSR (1965)
- Premi Estatal Glinka de la RSFSR (1969) – Concert (1966–1967) i (1967–1968)
- Artista del Poble (1972)
- Orde de la Revolució d'Octubre (1974)
- Orde de la Bandera Roja del Treball
- Orde de l'Amistat dels Pobles (1976)